# Gunther Adler
Gunther Adler (* 17. März 1963 in Leipzig) ist ein ehemaliger deutscher politischer Beamter.

## Leben

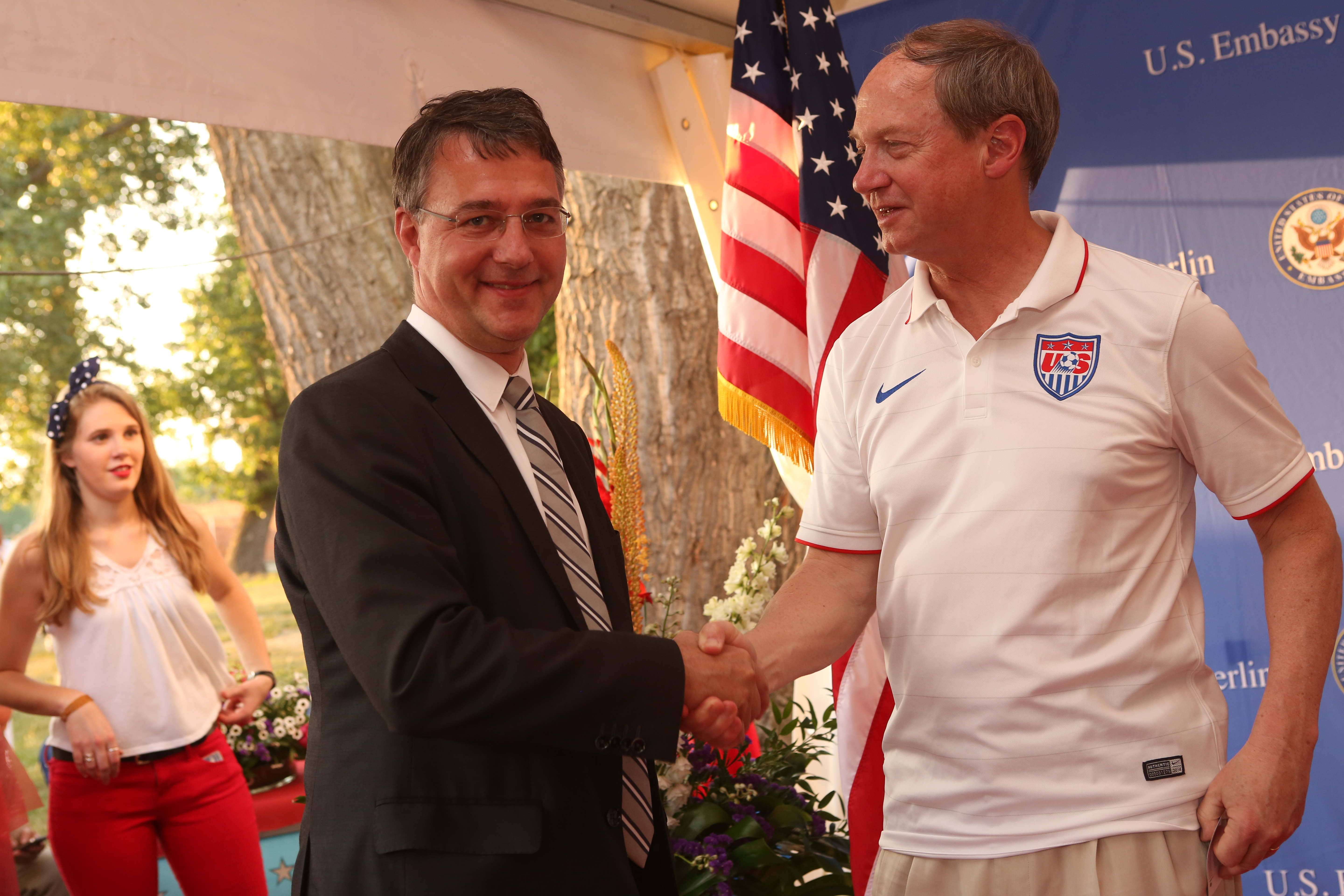
Gunther Adler und US-Botschafter John B. Emerson (2015)

Adler wuchs in Leipzig auf und studierte in den Jahren 1986 bis 1988 Medizin an der Universität Leipzig. Nach seiner Flucht aus der DDR im März 1989 setzte er dieses Studium bis 1990 an der Universität zu Köln fort. In den Jahren 1990 bis 1997 studierte er an der Universität Bonn Politikwissenschaft, Soziologie und Staatsrecht mit dem Abschluss Magister Artium.
In den Jahren 1992 bis 1994 war er Mitarbeiter von Hans-Jochen Vogel und von 1998 bis 1999 wissenschaftlicher Mitarbeiter des Ministerpräsidenten Johannes Rau. Von 1999 bis 2004 war er Referent des Bundespräsidenten Johannes Rau im Bundespräsidialamt und von 2004 bis 2008 Leiter des Vorstandsbüros des Parteivorstandes der SPD. Von 2008 bis 2012 war Adler Referatsleiter im damaligen Bundesministerium für Verkehr, Bau und Stadtentwicklung.
Von 2012 bis März 2014 war er Staatssekretär im Ministerium für Bauen, Wohnen, Stadtentwicklung und Verkehr des Landes Nordrhein-Westfalen. In den Jahren 2014 bis 2018 war er beamteter Staatssekretär im Bundesministerium für Umwelt, Naturschutz, Bau und Reaktorsicherheit, zuständig für die Bereiche Bauen, Wohnen und Stadtentwicklung. Zum 15. Mai 2018 wechselte er als Staatssekretär mit unveränderten Zuständigkeiten in das Bundesministerium des Innern, für Bau und Heimat.
Am 19. September 2018 kündigte Bundesinnenminister Horst Seehofer an, Adler in den einstweiligen Ruhestand zu versetzen, sobald Hans-Georg Maaßen den für ihn vorgesehenen Posten als Staatssekretär angetreten habe. Hiervon rückten die Parteichefs der großen Koalition aus CDU, CSU und SPD am 23. September 2018 nach erheblicher Kritik u. a. von Verbänden der Immobilienwirtschaft ab.
Zum 1. März 2019 wechselte er als Geschäftsführer Personal zur Autobahn GmbH des Bundes, die 2021 die Planung, Verwaltung und den Betrieb des deutschen Autobahnnetzes von den Bundesländern übernahm.
Von März 2024 bis Juli 2025 war er stellvertretender Hauptgeschäftsführer des Zentralen Immobilien Ausschusses (ZIA), dem Spitzenverband der Immobilienwirtschaft.

## Veröffentlichungen
- mit Bernd Faulenbach (Hrsg.): Deutschland, Europa und die „deutsche Katastrophe“: gemeinsame und gegensätzliche Lernprozesse. Klartext Verlag, Essen 2007, ISBN 978-3-89861-464-1.
- mit Bernd Faulenbach (Hrsg.): Das sozialdemokratische Projekt im Wandel: zur Frage der Identität der SPD. Klartext Verlag, Essen 2008, ISBN 978-3-8375-0048-6.